# Tuberculatus nigrosiphonaceus
Tuberculatus nigrosiphonaceus är en insektsart. Tuberculatus nigrosiphonaceus ingår i släktet Tuberculatus och familjen långrörsbladlöss. Inga underarter finns listade i Catalogue of Life.